# Geronimo Pratt
Elmer Gerard Pratt aussi connu sous les noms de Elmer "Geronimo" Pratt, Geronimo Ji-Jaga et de Geronimo Ji-Jaga Pratt,  né le 13 septembre 1947 à Morgan City, en Louisiane, mort le 2 juin 2011 à Imbaseni en Tanzanie, était un militant des droits civiques et l'un des dirigeants du Black Panther Party. Accusé du meurtre de Caroline Olsen, il est condamné à la perpétuité, après des controverses touchant le rôle du FBI et la fiabilité des témoins, au bout de longues procédures de révision il est libéré après avoir passé 27 ans en prison. Geronimo Pratt a toujours clamé son innocence, les divers aspects obscurs de l'accusation ont fait de lui le symbole des injustices commises envers les Afro-Américains.

## Biographie

### Jeunesse et formation
Elmer est le fils de Eunice Petty Pratt et de Jack Pratt qui gagnaient leur vie en gérant une entreprise de récupération des métaux.
Pendant son enfance, il est le témoin des exactions du Ku Klux Kan.
Lors de ses études secondaires à la Sumpter Williams High School, Elmer se fait remarquer par son excellence et sa participation à l'équipe de football américain de son établissement en tant que quarterback,.
En 1965, son père est victime d'un infarctus et n'est plus en état de travailler, pour subvenir aux besoins de sa famille, Elmer s'engage dans les forces armées des États-Unis.
Il est envoyé au Viêt Nam, il y fait deux périodes au sein de la 82e division aéroportée, il est décoré de la Silver Star puis, par deux fois, de la Purple Heart et, par deux fois, de la Bronze Stars. En 1968, il quitte l'armée avec le grade de sergent. 
À son retour du Vietnam, sur l'invitation de cinq de ses sœurs qui vivent à Los Angeles, Elmer Pratt y emménage et profitant du G.I. Bill, il suit des études en science politique à l'UCLA.
Pendant ses études universitaires, il fait la connaissance de Bunchy Carter (en), chef de la section du sud de la Californie du Black Panther Party (BPP), révolté par les tensions raciales qui règnent sur le campus, il adhère au BPP.

### Les procès pour le meurtre de Caroline Olsen

#### Les faits
Le 18 décembre 1968, Caroline Olsen, une institutrice de l'école élémentaire de Stoner Avenue à Culver City, et son époux Kenneth Olsen, professeur de littérature au Belmont High School (Los Angeles) (en), se rendent au court de tennis du Lincoln Park (Los Angeles) de Santa Monica, après avoir garé leur voiture, alors que Caroline va mettre une pièce pour allumer les projecteurs du court, deux hommes armés s'approchent du couple et les braquent pour les voler. Après avoir molesté le couple, les deux hommes s'emparent du sac de tennis et des 18$ que contient le sac de Caroline Olsen. Leur braquage accompli, les deux hommes s'éloignent mais pour une raison inconnue tirent sur le couple allongé à terre : Kenneth Olsen est atteint par cinq tirs mais survit à ses blessures, en revanche son épouse Caroline Olsen blessée par deux balles décède 11 jours plus tard. Les premières pièces sont des douilles de calibre 45 et des balles,,,.

#### Les querelles au sein du BPP
En janvier 1969, après l’assassinat de Bunchy Carter,,, Pratt est nommé ministre de la défense et mis à la tête de la direction de la section du BPP de Los Angeles contre son rival Julius C. (Julio) Butler, ancien shérif adjoint du comté de Los Angeles,.
C'est à cette époque qu'il prend les noms de guerre de Geronimo (chef apache, figure de la résistance aux invasions américaine et mexicaine) et de Geronimo Ji-Jaga (déformation d'un surnom de Geronimo, Guu Ji Ya).
Comme ministre de la défense il a des démêlés avec la justice arrêté pour possession d'une bombe artisanale et pour agression avec une arme mortelle, mais ni l'une ni l'autre accusation n'a été retenue.
En 1970, il est expulsé du Black Panther Party pour avoir soutenu une coalition menée par Eldridge Cleaver visant Huey Newton, coalition qui prônait la lutte armée, voire les actes de terrorisme et de banditisme.

#### Le rôle du FBI et de sonCounter Intelligence Program (COINTELPRO)
En 1956, le FBI crée le Counter Intelligence Program ou COINTELPRO qui a pour but de déstabiliser par tous les moyens les mouvements supposées représenter une menace pour la sécurité intérieure comme le Parti communiste des États-Unis le Socialist Workers Party, l'American Indian Movement, le KKK, les mouvements des droits civiques, le Black Panthers Party, la NAACP, Southern Christian Leadership Conference, etc.
Comme figure dirigeante du BPP de la Californie, Geronimo Pratt est surveillé par le Cointelpro,. Des agents du FBI ont retourné le rival de Geronimo, Julius Butcher, ainsi qu’un autre membre du BPP de la Californie, Richard Aoki (en),, qui deviennent leurs informateurs.

#### L'inculpation de Geronimo Pratt
Le 10 juin 1969, Julius Butcher remet une enveloppe scellée à un ami policier, le sergent Duwayne Rice, de la 77e division de la Los Angeles Police Department (LAPD), craignant pour sa vie Duwayne Rice remet l'enveloppe au capitaine Henry, commandant de la 77e division du LAPD, qui l'a déposée dans son coffre-fort personnel.
Le 20 octobre 1970, sur injonction du FBI qui a eu vent de cette enveloppe, le capitaine Henry ouvre l'enveloppe et y lit une déclaration de Julius Butcher affirmant que Geronimo Pratt se serait vanté devant lui d'être l'un des meurtriers de Caroline Olsen,. La révélation du contenu de cette lettre entraîne une enquête policière visant Geronimo Pratt comme auteur supposé de l'assassinat de Caroline Olsen.
le 4 décembre 1970, le Grand Jury du comté de Los Angeles rend un acte d'accusation pour meurtre et voies de fait pour commettre un meurtre contre Geronimo Pratt.

#### Le premier procès
Le 8 avril 1971 Geronimo comparait en justice pour entendre les chefs d'inculpation et plaide non coupable.
Le 11 juin 1972 commence son procès à la Cour supérieure sous la présidence de la juge Kathleen Parker, la défense de Geronimo Pratt est assurée par Johnnie L. Cochran, Jr. et Charles Hollopeter, ces deux avocats sont connus pour avoir été des avocats de causes qui ont défrayé les chroniques, Johnnie L. Cochran, Jr pour avoir innocenté O. J.Simpson et Charles Hollopeter pour avoir été l'avocat de Charles Manson,,.

##### Les données à charge
Madame Reed, gérante d'un magasin, et Kenneth Olsen identifient sans équivoque possible Geronimo Pratt.
Un autre témoin, Mitchell Lackman, qui se tenait à proximité des courts de tennis lorsque l'assassinat a eu lieu, a vu deux Afro-Américains monter dans une voiture rouge avec un toit en toile blanche portant une plaque d'immatriculation blanche avec des caractères noirs, or à l'époque Pratt était enregistré au service des immatriculations comme étant le propriétaire d'une voiture qui correspondait à cette description.
Mais c'est le témoignage de Julius Butcher qui est le plus décisif.

##### Les arguments de la défense
Des témoins affirment que Geronimo était dans la baie de San Francisco au moment du meurtre de Caroline Olsen et que contrairement à madame Redd et Kenneth Olsen qui décrivaient un homme imberbe, Geronimo à l'époque portait une barbe et une moustache.
Des experts sont également venus pour mettre en avant les difficultés d'une reconnaissance faciale dans les circonstances de stress et dans la pénombre.

##### Le jugement
Au bout d'un mois de délibération, le 28 août 1972, Geronimo Pratt est condamné à la prison à perpétuité.
Geronimo passe les 8 premières années de sa vie carcérale en isolement au même titre qu'un de ses codétenus Charles Manson.

#### Les appels
Commence une longue période de divers appels pour obtenir la révision du procès.
Pendant 27 ans, Geronimo Pratt est soutenu pour la révision de son procès par ses avocats Stuart Hanlon (en), et Johnnie Cochran Jr. Diverses associations viendront se joindre pour soutenir et représenter Geronimo Pratt, les avocats de l' ACLU (American Civil Liberties Union) de la Californie du Sud Mark D. Rosenbaum et David S. Schwartz,, et les avocats George Kendall, Tamburello de la National Association for the Advancement of Colored People (Legal Defense and Educational Fund).
Amnesty International s'est dite préoccupée par le fait que le procès de Pratt n'était pas équitable, que le ministère public était partial, et le considère comme un prisonnier politique,.
En 1995, le juge Everett W. Dickey de la Cour supérieure de Santa Ana (Californie), annule la condamnation à perpétuité de Geronimo Pratt, sa décision est fondée sur le fait que les éléments à décharge avait été écartée par le procureur, notamment sur le fait que Julius Butcher était un correspondant du FBI, il s'appuie surtout sur le témoignage de l'ex-agent du FBI M. Wesley Swearingen (en) qui a déclaré que le FBI savait que Geronimo Pratt était à Oakland lorsque Caroline Olsen fut assassinée,. Sur la base de ce rebondissement, la condamnation de Pratt est annulée le 29 mai 1997.

#### La libération
Geronimo Pratt est libéré le 10 juin 1997 et en 1999, les charges sont définitivement abandonnées.

### Vie privée
Geronimo Pratt épouse Sandra Pratt qui est assassinée en 1971.
En 1976, il épouse Asahki Ji Jaga, ils ont deux enfants Hiroji et Shona.
Il passe les dernières de sa vie avec son épouse et leurs enfants à Imbaseni, un village de Tanzanie,,.
Geronimo Pratt décède le 2 juin 2011 des suites d'un infarctus à l'âge de 63 ans dans le village d'Imbaseni,.

### Divers
Son filleul Tupac Shakur lui a dédié son morceau I Ain't Mad at Cha (en) ainsi qu’a son père adoptif, Mutulu Shakur, un proche de Geronimo Pratt et membre du BPP.